# Ivan Wasth Rodrigues
Ivan Wasth Rodrigues (São Paulo, 1 de julho de 1927 -10 de dezembro de 2007) foi um pintor e ilustrador de histórias em quadrinhos brasileiro.

## Biografia
Sobrinho do ilustrador José Wasth Rodrigues,formou-se na Escola de Belas Artes de São Paulo, ilustrou os livros didáticos Atlas Histórico Escolar (MEC, 1959) e Atlas de Relações Internacionais (IBGE, 1960), para a EBAL, ilustrou quadrinhos baseados em livros como Rondon, o Último Bandeirante (Grandes Figuras em Quadrinhos, 1957), O Tigre da Abolição (baseado na biografia de José do Patrocínio escrita por Oswaldo Orico, Edição Maravilhosa), História do Brasil em Quadrinhos, volumes I e II (1959 e 1962) e a adaptação de Casa Grande & Senzala de Gilberto Freyre, roteirizada por Estevão Pinto, publicada em  preto e branco em 1981 e em cores em 2000 pela ABEGraph e Letras e Expressões. Em 2001, recebeu o Prêmio Angelo Agostini na categoria Mestre do Quadrinho Nacional.